# Edme Mariotte

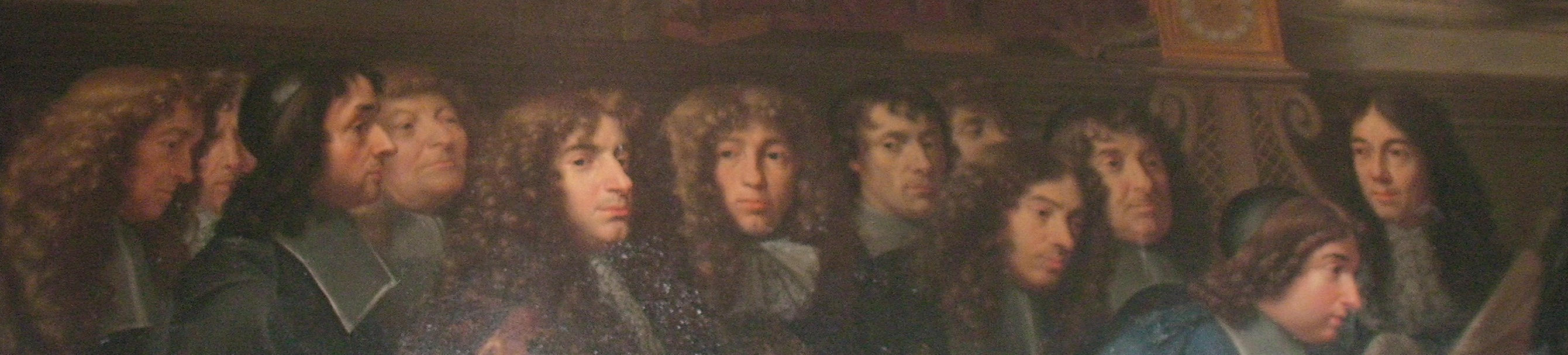
Gründungsmitglieder der Akademie 1666, von Henry Testelin; Mariotte wahrscheinl. 6. v. rechts

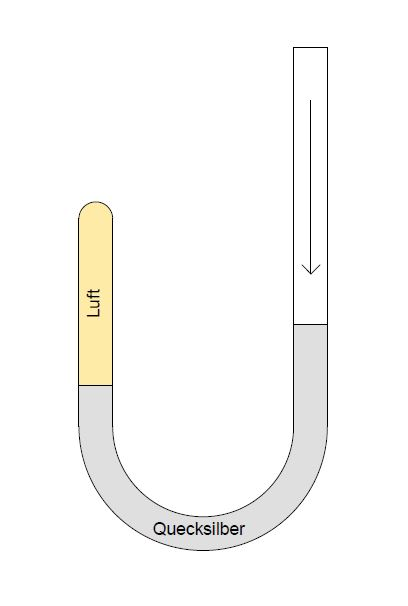
Mariottesche Röhre

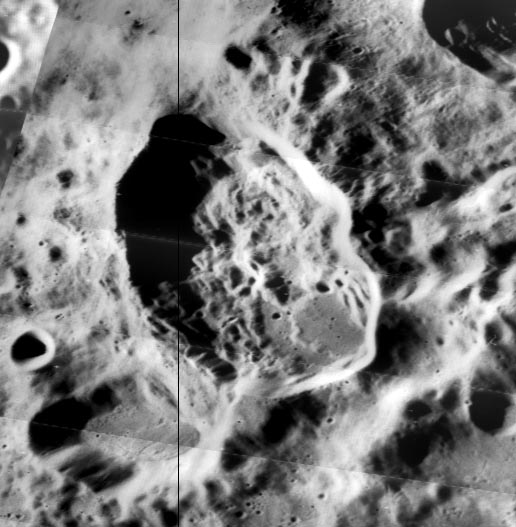
Mondkrater Mariotte

Edme Mariotte (* um 1620 wahrscheinlich in Dijon; † 12. Mai 1684 in Paris) war ein französischer Physiker. Seine Werke veröffentlichte er unter dem Namen Edme Mariotte de Chazeuil, was einen Hinweis auf seinen Geburtsort gibt.

## Biographie
Mariotte war zunächst katholischer Geistlicher in Dijon, wo er wahrscheinlich als Prior von St. Martin sous-Beaume wirkte. Er war Gründungsmitglied der Akademie der Wissenschaften, in die er 1666 von Jean-Baptiste Colbert berufen wurde. Mariotte lebte in Paris und arbeitete zu Problemen der Flüssigkeiten und Gase.
Mariotte beschäftigte sich unter anderem mit der Frage, woher die Ringe kommen, die man sieht, wenn man Mond oder Sterne betrachtet. Das veranlasste ihn zu Untersuchungen an Tieraugen. Dabei entdeckte er den Blinden Fleck. Über die Funktion des Auges führte er einen Briefwechsel mit Jean Pecquet, in dem unter anderem kontrovers über die Funktion der Netzhaut diskutiert wurde. Diese Briefe wurden in einem Buch zusammengefasst und 1668 unter dem Titel Nouvelle découverte touchant la veüe veröffentlicht.
Zwar von Robert Boyle entdeckt, bewies jedoch Mariotte, dass sich Gase, also auch Luft, komprimieren lassen. Ohne die physikalischen Zusammenhänge genauer zu kennen, konstruierte er einen Versuchsaufbau, die Mariottesche Röhre, der Luft in einer gebogenen Glasröhre einschließt. Durch Zugabe von Quecksilber lässt sich die Höhe der Luftsäule im abgeschlossenen Teil der Röhre verändern. Aus dieser Erkenntnis formulierte er das nach beiden Forschern benannte Boyle-Mariotte-Gesetz. Die Röhre setzte Mariotte auch als Manometer bei Studien über den Luftdruck in verschiedenen Höhenlagen ein. Eine weitere Erfindung, die ebenfalls mit dem Atmosphärendruck zusammenhängt, ist die Mariottesche Flasche.
Mariotte vermutete 1679 als Erster, dass Pflanzen ihre Nahrung durch einen chemischen Prozess selbst erzeugen, also nicht, wie es Aristoteles lehrte, gänzlich aus der Erde beziehen.
In seinem Werk Traitte de la percussion ou chocq des corps beschrieb Mariotte erstmals das Kugelstoßpendel und schuf damit die Grundlage für den von Newton formulierten Impulserhaltungssatz.
Neben dem Briefwechsel mit Pecquet korrespondierte Mariotte mit Leibniz. Weiterhin entwarf er das Wasserleitungsnetz für das Schloss Versailles.
In ihrem Gründungsjahr 1666 wurde er Mitglied der Académie royale des sciences. Der Mondkrater Mariotte wurde 1970 nach ihm benannt, ebenso 2003 der Asteroid (11968) Demariotte.

## Schriften (Auswahl)
- Essay de Logique, contenant les Prinzipes, 1678
- Essays de physique, ou memoires pour servir à la science des choses naturelles, 4 Bände, 1679–1681
- Premier essay de la vegetation des Plantes, 1679
- Traitté de la percussion ou chocq des corps, 1673
- Postum: Traité du mouvement des eaux et autres corps fluides divisé en V parties, 1686